# Batismo no Espírito Santo

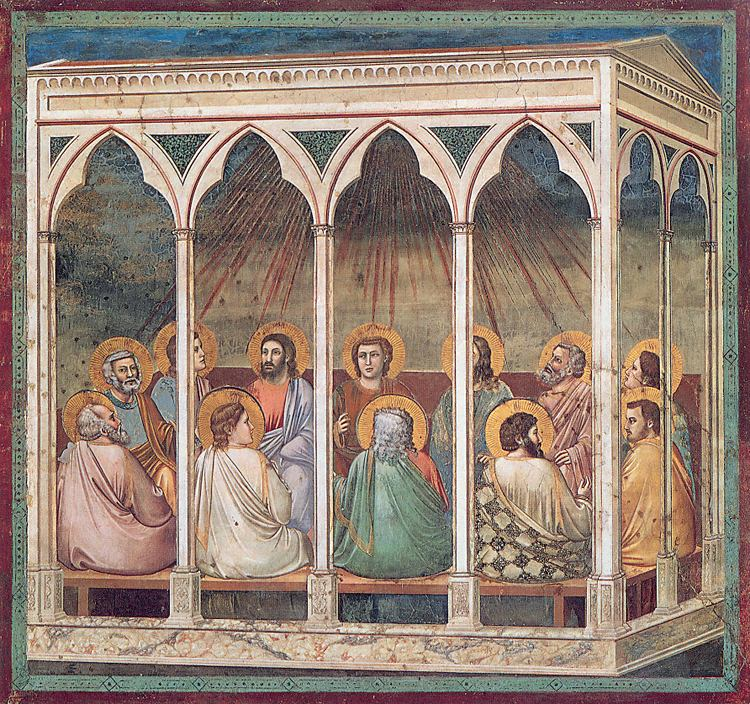
O Batismo com o Espírito é muitas vezes comparado à experiência vivida por Maria e pelos apóstolos no dia de Pentecostes.

De acordo com o Novo Testamento, o batismo no Espírito Santo é uma experiência enviada por Jesus Cristo. Como registrado no Evangelho de Lucas, Jesus o descreveu como sendo "a promessa do Pai", através do qual os crentes em Cristo receberiam o "poder do alto." (Lucas 24:49) De acordo com o Livro de Atos Jesus ainda se refere ao batismo com o Espírito Santo como uma experiência através da qual os seus discípulos iriam «mas recebereis poder, ao descer sobre vós o Espírito Santo» (Atos 1:8). «Porque João, na verdade, batizou com água, mas vós sereis batizados com o Espírito Santo» (Atos 1:5). «Porquanto não havia ainda descido sobre nenhum deles, mas somente haviam sido batizados em o nome do Senhor Jesus» (Atos 8:16).
A Bíblia também fala que o Espírito Santo concede dons espirituais (ou seja, habilidades) ou ainda carismas, tais como os dons de profecia, de curas e o de falar e/ou interpretar uma variedade de línguas, entre outros. Alguns acreditam que esses dons foram derramados apenas aos cristãos do tempo do Pentecostes, mas os proponentes do Batismo com o Espírito acreditam que essas habilidades sobrenaturais estão ainda hoje disponíveis, comparando o evento de Pentecostes com os atuais movimentos Pentecostais. 
Assim, a Efusão do Espírito Santo traria uma proliferação de eventos intuitivos (ideias, fatos, nomes, condutas, pensamentos), que são tomados como revelações divinas para os cristãos de hoje.

## Catolicismo
Segundo a teologia da Igreja católica, toda pessoa recebe o Espírito Santo por ocasião do sacramento do Batismo. A Igreja Católica não define a necessidade de um segundo batismo, conforme a profissão de fé do Credo Niceno: "Professo um só batismo para remissão dos pecados". O 'batismo no Espírito Santo' como entendido no contexto da Renovação Carismática Católica não é um sacramento, nem um requisito para a Salvação. Ele seria uma renovação do contato com Deus que fora adquirido originalmente pelo Batismo sacramental e um auxílio para uma vivência da fé mais próxima da anunciada no evangelho. Como o primeiro resultado deste 'batismo' haveria o desejo pela oração e pela vida na Igreja Católica Apostólica Romana. No contexto católico é comum a utilização do termo "efusão do Espírito Santo".

## Perspectiva evangélica clássica

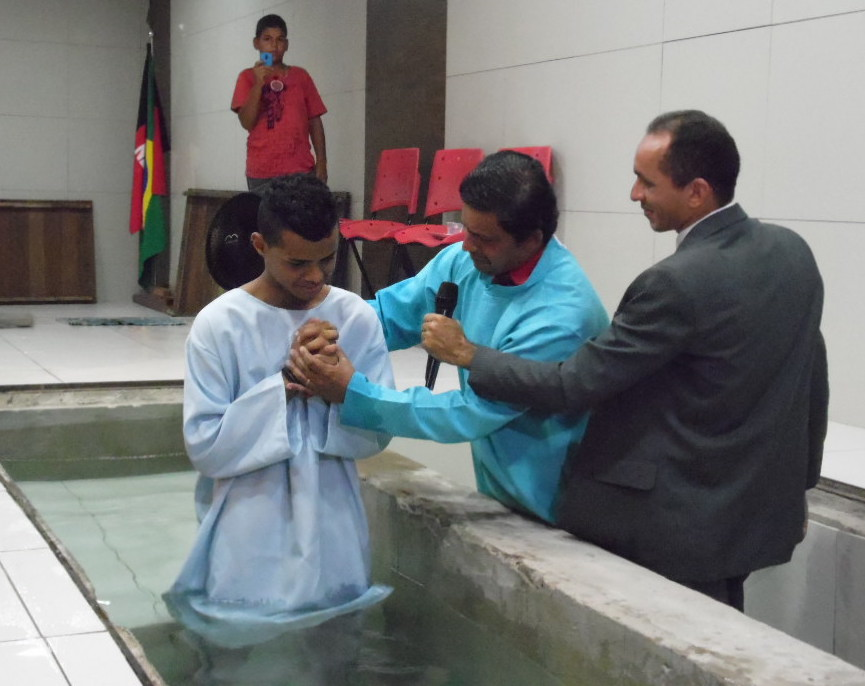
Batismo sendo realizado em Igreja Batista Betel

Para algumas igrejas  evangélicas, notavelmente batistas, o batismo do Espírito Santo ocorre durante o novo nascimento, após o arrependimento e a escolha de seguir Jesus e antes do  batismo nas águas.   É o início da vida cristã.   Intervém durante um tempo de oração, individual ou coletiva.

## Pentecostalismo e Carismáticos
Na teologia pentecostal e carismática,o batismo no Espírito Santo é uma experiência cristã distinta da recepção do Espírito Santo, a base bíblica está fundamentada na descrição do Pentecostes em Jerusalém, em (Atos 2:1–4) comparando com a recepção do Espírito Santo em (João 20:22). Os pentecostais enfatizam que ser "batizado no Espírito Santo" é ser imerso no Espírito Santo, e subsequente a experiência de conversão. Ou seja, ele é ao mesmo tempo distinto e posterior a salvação, que é em si uma obra definitiva do Espírito Santo. O suporte disto pode ser encontrado no livro de Atos, mais notadamente os discípulos de João Batista, que possivelmente foram convertidos ao cristianismo, mas ainda não tinham ouvido falar do Espírito Santo. "Aconteceu que, estando Apolo em Corinto, Paulo, tendo passado pelas regiões mais altas, chegou a Éfeso e, achando ali alguns discípulos, perguntou-lhes: Recebestes, porventura, o Espírito Santo quando crestes? Ao que lhe responderam: Pelo contrário, nem mesmo ouvimos que existe o Espírito Santo. Então, Paulo perguntou: Em que, pois, fostes batizados? Responderam: No batismo de João. Disse-lhes Paulo: João realizou batismo de arrependimento, dizendo ao povo que cresse naquele que vinha depois dele, a saber, em Jesus. Eles, tendo ouvido isto, foram batizados em o nome do Senhor Jesus. E, impondo-lhes Paulo as mãos, veio sobre eles o Espírito Santo; e tanto falavam em línguas como profetizavam.Eram, ao todo, uns doze homens."(Atos 19:1–7)
Outro argumento forte é o encontro com Simão o Mágico, durante o qual os apóstolos impuseram as mãos sobre os crentes já batizados para que eles pudessem receber o Espírito Santo (o que isso implica não é explicitado no texto, e não são nomeados dons carismáticos). (Atos 8:12–24) Isto também contribuiu para a prática da Confirmação, em outras igrejas, como a católica. Deve-se notar que em um caso, esse batismo parece acontecer antes do batismo em água, sem a imposição das mãos (Atos 10:44–48), ou não mencionado como ocorre no caso de Lídia.(Atos 16:14–15)
Alguns observam que os dons espirituais são como um sinal particular, mencionados somente em lugares onde um grupo especial se converte ou no Pentecostes: os discípulos originais receberam-os no Pentecostes (Atos 2:1–11), sobre os primeiros gentios (possivelmente prosélitos judeus) para a conversão (Atos 10:44–48), onde os judeus convertidos foram convencidos por essa demonstração de que os gentios devem ser autorizados a aderir à igreja. Crisóstomo disse sobre esta passagem: "E não é simplesmente que o Espírito Santo desceu sobre eles, mas, 'falaram com línguas:' o que foi a única coisa que surpreendeu os que estavam reunidos. Eles geralmente não gostavam do assunto, por isso era é que o todo é de Deus, e como por Pedro, pode-se dizer quase, que ele está presente apenas para ser ensinado (com eles) a lição, que devem levar os gentios na mão". Pois as línguas são mencionadas com os discípulos de João, indicando o fato de que a iniciação cristã era estritamente mais ou melhor do que o batismo de João. (Atos 19:1–7)
Alguns cristãos carismáticos acreditam que o dom do Espírito Santo é "dado a todos os cristãos", e que ocorre com a experiência de salvação. "A isto, respondeu Jesus: Em verdade, em verdade te digo que, se alguém não nascer de novo, não pode ver o reino de Deus. Perguntou-lhe Nicodemos: Como pode um homem nascer, sendo velho? Pode, porventura, voltar ao ventre materno e nascer segunda vez? Respondeu Jesus: Em verdade, em verdade te digo: quem não nascer da água e do Espírito não pode entrar no reino de Deus."(João 3:3–5)
Esses carismáticos alegam que os dons do Espírito Santo, isto é, exerce poder espiritual tal como falar em línguas ou profetizar, são evidências de uma dispensação do poder do Espírito Santo, em vez do próprio batismo no Espírito Santo. Em geral, carismáticos e pentecostais têm crenças muito semelhantes. Carismáticos, no entanto, centram-se mais sobre os dons do Espírito Santo. Carismáticos e pentecostais apontam para (Efésios 5:18), onde o apóstolo Paulo convida o público a "ser cheio do Espírito" usando um verbo no modo imperativo. Pentecostais vem esse dom (o batismo no Espírito Santo) como uma experiência seguinte à salvação. Considerando que outras igrejas tem sido cheias do Espírito Santo requirindo piedade e graça, alguns pentecostais e carismáticos têm-no visto como uma exigência que todos os que são salvos devem ter uma experiência pentecostal. Esta crença tem suas raízes em (Lucas 24:49), em que Jesus ordena a seus seguidores a esperar em Jerusalém até que "do alto sejais revestidos de poder". Após seus seguidores terem recebido esta experiência, eles seriam suas testemunhas «tanto em Jerusalém como em toda a Judéia e Samaria e até aos confins da terra.» (Atos 1:8)
Na teologia contemporânea, há uma divergência entre as duas linhas principais de crentes pentecostais, sendo organizados como pentecostais e outros como carismáticos ou igrejas da Segunda Onda. Ambos acreditam que o batismo no Espírito Santo é falado por Jesus em (Lucas 11:13) (e também Atos 1:5) e que foi o derramamento do Espírito Santo profetizado no Antigo Testamento nos livros de (Ezequiel 36:27) e (Joel 2:28–29). Ambas as cepas do protestantismo divergem de outras igrejas na natureza essencial da graça e da graça que é concedida sem uma experiência individualizada do Espírito Santo.
Carismáticos e pentecostais diferem umas das outras na evidência de que necessitam para provar o batismo no Espírito Santo. Carismáticos vão olhar para o "fruto do Espírito" mencionado em Gálatas 5:22–25, e os pentecostais irão procurar glossolalia (falar em línguas), profecia, e outros "dons do Espírito ", descritos em (I Coríntios 12). Esta era, de acordo com os pentecostais, a experiência normal de todos na igreja primitiva, apesar das instâncias de convertidos receberem o Espírito sem falar em línguas, como Paulo e o eunuco etíope. Nem todas as igrejas pentecostais aceitam que todos os cristãos recebem o Espírito Santo no momento da sua conversão, como no caso da Apostólica Assembleia de Cristo, uma denominação unicista (não trinitária). Mas no mais evangelical ponto de vista, e em igrejas não evangélicas, o batismo no Espírito Santo é igualado com essa recepção. Outros, mesmo fora da igreja pentecostal, consideram o batismo no Espírito Santo como uma experiência separada. Mesmo entre aqueles que aceitam isso, as opiniões dividem-se em todos aqueles que recebem o batismo do Espírito Santo também recebem o dom de línguas. Ambas as igrejas pentecostais e carismáticas consideram o batismo do Espírito Santo como um requisito para a missão apostólica e evangélica que eles acreditam que é dever de todos os cristãos.